# 津軽郡 (北海道)

渡島国津軽郡位置図(1881年まで)

- 令制国一覧 > 北海道 > 渡島国 > 津軽郡
- 日本 > 開拓使 > 函館支庁 > 津軽郡

津軽郡（つがるぐん）は、渡島国にあった郡。

## 郡域
1879年（明治12年）に行政区画として発足した当時の郡域は、松前郡松前町にあたる。

## 歴史

### 郡発足までの沿革
室町時代までに道南十二館のうち原口館・禰保田館・大館・覃部館が築かれていた。コシャマインの戦いの際これらの館はいったん落城したものの、散発する蝦夷との交戦時の拠点となった。その後ショヤ（庶野）、コウジ（訇時）兄弟率いる蝦夷が蜂起、永正10年には大館が落城し、松前守護職の相原季胤らが討ち取られた。翌永正11年蠣崎光広が大館に入城、上国に加え松前守護職を兼務するようになる。慶長5年から慶長11年にかけて松前城の前身の福山館が築かれた。
江戸時代の津軽郡域は和人地となっており、北前船も松前に寄航していた。陸上交通は、箱館方面へは吉岡嶺を経て奥州街道（松前道）が、檜山郡方面へは小砂子（ちいさご）山道が通じていた。松前藩の居城も置かれ、当初松前藩領とされていたが、江戸時代後期の文化4年、津軽郡域を含む渡島国域が天領とされた後、文政4年ふたたび松前藩領に復した。幕末には檜山郡との間に内陸を通る福山 - 上ノ国間山道が開削された。戊辰戦争（箱館戦争）終結直後の1869年、大宝律令の国郡里制を踏襲して津軽郡が置かれた。開拓使公文録には「ツカルツ（つがるつ）」の訓が付してあり、当地が渡島津軽津（わたりしまつがるつ　津軽へ渡る港の意）と呼ばれていたことに因むが、後に現在の「つがる」の読みとなった。

### 郡発足以降の沿革
- 明治2年
  - 6月24日（1869年8月1日） - 版籍奉還により松前藩が改称して館藩となる。
  - 8月15日（1869年9月20日） - 北海道で国郡里制が施行され、渡島国および津軽郡が設置される。
- 明治4年
  - 7月14日（1871年8月29日） - 廃藩置県により館県の管轄となる。
  - 11月2日（1871年12月13日） - 第1次府県統合により青森県の管轄となる。
- 明治5年
  - 4月9日（1872年5月15日） - 全国一律に戸長・副戸長を設置（大区小区制）。
  - 9月23日（1872年10月7日） - 開拓使の管轄となる。
  - 10月10日（1872年11月10日） - 4月に設置された区を大区と改称し、その下に旧来の町村をいくつかまとめて小区を設置（大区小区制）。
- 明治9年（1876年）9月 - 従来開拓使において随意定めた大小区画を廃し、新たに全道を30の大区に分ち、大区の下に166の小区を設けた。

- 第11大区
  - 1小区 ： 原口村、江良町村
  - 2小区 ： 清部村、茂草村、雨垂石村
  - 3小区 ： 赤神村、札前村、根部田村
  - 4小区 ： 総社堂町、生符町、白川町
  - 5小区 ： 愛宕町、博知石町
  - 6小区 ： 唐津内沢町
  - 7小区 ： 西館町、唐津内町
  - 8小区 ： 湯殿沢町、新荒町、小松前町、松城町
  - 9小区 ： 大松前町、枝ヶ崎町、中町、袋町、横町
  - 10小区 ： 蔵町、中川原町、川原町
  - 11小区 ： 神明町
  - 12小区 ： 馬形上町、馬形中町
  - 13小区 ： 馬形下町、端立町
  - 14小区 ： 東上町、東中町、東下町、東新町、泊川町
  - 15小区 ： 伝治沢町、山ノ上町、寅向町
  - 16小区 ： 下及部村、上及部村、大沢村
  - 17小区 ： 荒谷村、炭焼沢村

- 明治12年（1879年）7月23日 - 郡区町村編制法の北海道での施行により、行政区画としての津軽郡が発足。
- 明治13年（1880年）1月 - 津軽福島郡役所の管轄となる。
- 明治14年（1881年）7月27日 - 津軽郡および福島郡の一部（知内村・小谷石村＝福島村より分村）の区域をもって松前郡が発足。同日津軽郡廃止。